# Pygeum ciliatum
Pygeum ciliatum är en rosväxtart som beskrevs av Emil Bernhard Koehne. Pygeum ciliatum ingår i släktet Pygeum och familjen rosväxter. Inga underarter finns listade i Catalogue of Life.